# معركة هوخكريش
وقعت معركة هوخكريش في 14 أكتوبر 1758 خلال الحرب السيليزية الثالثة (جزء من حرب السنوات السبع). بعد عدة أسابيع من المناورات فاجأ جيش نمساوي قوامه 80.000 بقيادة ليوبولد جوزيف فون دون الجيش البروسي المكون من 30.000 إلى 36.000 بقيادة فريدرش العظيم. طغى الجيش النمساوي على البروسيين وأجبرهم على التراجع.